# Герб на Грузинското царство
Гербът на Грузинското царство от тържествения герб на Руската империя се състои от 5 по-малки щита.
- На средата на големия щит е поставен по-малък щит, който представлява герба на Грузия: на златно поле св. великомъченик Георги Победоносец с лазурно въоръжение, златен кръст на гърдите и червена мантия, яздещ черен кон и поразяващ зелен дракон.
- На дясната хералдическа страна на щита е изобразен гербът на Иверия (историческа провинция в Западна Грузия): на червено поле е изобразен бягащ сребърен (бял) кон; в горния ляв и долния десен ъгъл на щита има 2 сребърни осемлъчеви звезди.
- Във втората част на герба е поставен герба на Карталия (Източна Грузия): на златно поле е изобразена „огнедишаща“ планина, пронизана кръстообразно от 2 черни стрели, сочещи с остриетата нагоре.
- В третата част е гербът на Кабардинските земи: на лазурен фон са изобразени 2 сребърни, кръстообразно разположени, с остриетата сочещи нагоре, стрели, а над тях е изобразен малък златен щит с червен полумесец, обърнат на дясна хералдическа страна. В трите първи четвъртинки между стрелите са изобразени сребърни 6-лъчеви звезди.
- В четвъртата част от щита е поставен гербът на Армения: на златно поле червен коронован лъв, обърнат на дясна хералдическа страна.
- В златния край на щита е изобразен гербът на черкезките и планинските князе: черкезки конник в сребърно въоръжение на черен бягащ кон, държащ копие, сочещо направо.

Грузинското царство в този си състав никога не е съществувало. В герба просто са обединени гербовете на кавказките владения на Руската империя.
Свети Георги се смята за покровител на Грузия. Гербът е увенчан с „грузинската корона“. Направена е по поръчка на император Павел и е подарена на грузинския цар Георгий XII. Изработена е от ювелирните майстори П. Теремен и Н. Лихт и е изпратена в Грузия през 1798 г. През 1801 г. короната на последния грузински цар е изпратена в Санкт Петербург, където става част от руските императорски регалии. Короната има 8 златни дъги, на върха - държава и кръст от брилянти.
Днес същата тази корона е изобразена в националния герб на Грузия.